# Elina Valtonen
Elina Maria Valtonen, tidigare Lepomäki, född 23 oktober 1981 i Helsingfors, är en finländsk samlingspartistisk politiker. Hon är ledamot av Finlands riksdag sedan 2014. Till utbildningen är Valtonen diplomingenjör och ekonomie magister. Hon är nu Finlands utrikesminister.
Lepomäki tillträdde 2014 från en suppleantplats och blev invald i riksdagsvalet 2015 med 6 541 röster från Nylands valkrets.

## Utmärkelser
- Riddare av Nationalförtjänstorden,  2021[3]
- Kommendörstecknet av Finlands Vita Ros’ orden,  6 december 2024[4]
- Kommendör med stora korset av Nordstjärneorden[5]

[Redigera Wikidata]